# Нейкерк
Нейкерк (нід. Nijkerk нід. вимова: [ˈnɛikɛr(ə)k] ( прослухати); Нідерландська нижньосаксонська : Niekark ) — муніципалітет і місто, розташовані в центрі Нідерландів, у провінції Ґельдерланд .

## Населені пункти
- Ахтергук (Achterhoek)
- Аппел (Appel)
- Вулленгове (Wullenhove)
- Голк (Holk)
- Голкервен (Holkerveen)
- Гувелакен (Hoevelaken)
- Де-Венгейс (De Veenhuis)
- Дорнстег (Doornsteeg)
- Дрідорп (Driedorp)
- Крейсгар (Kruishaar)
- Нейкеркервен (Nijkerkerveen)
- Неккевелд (Nekkeveld)
- Прінсенкамп (Prinsenkamp)
- Сліхтенгорст (Slichtenhorst)
- 'т-Вауд ('t Woud)

Деякі люди стверджують, що Groot Corlaer є самостійним населеним пунктом, але офіційно він є частиною Нейкерка.

## Транспорт
Залізнична станція: Нейкерк

## Місто Нейкерк

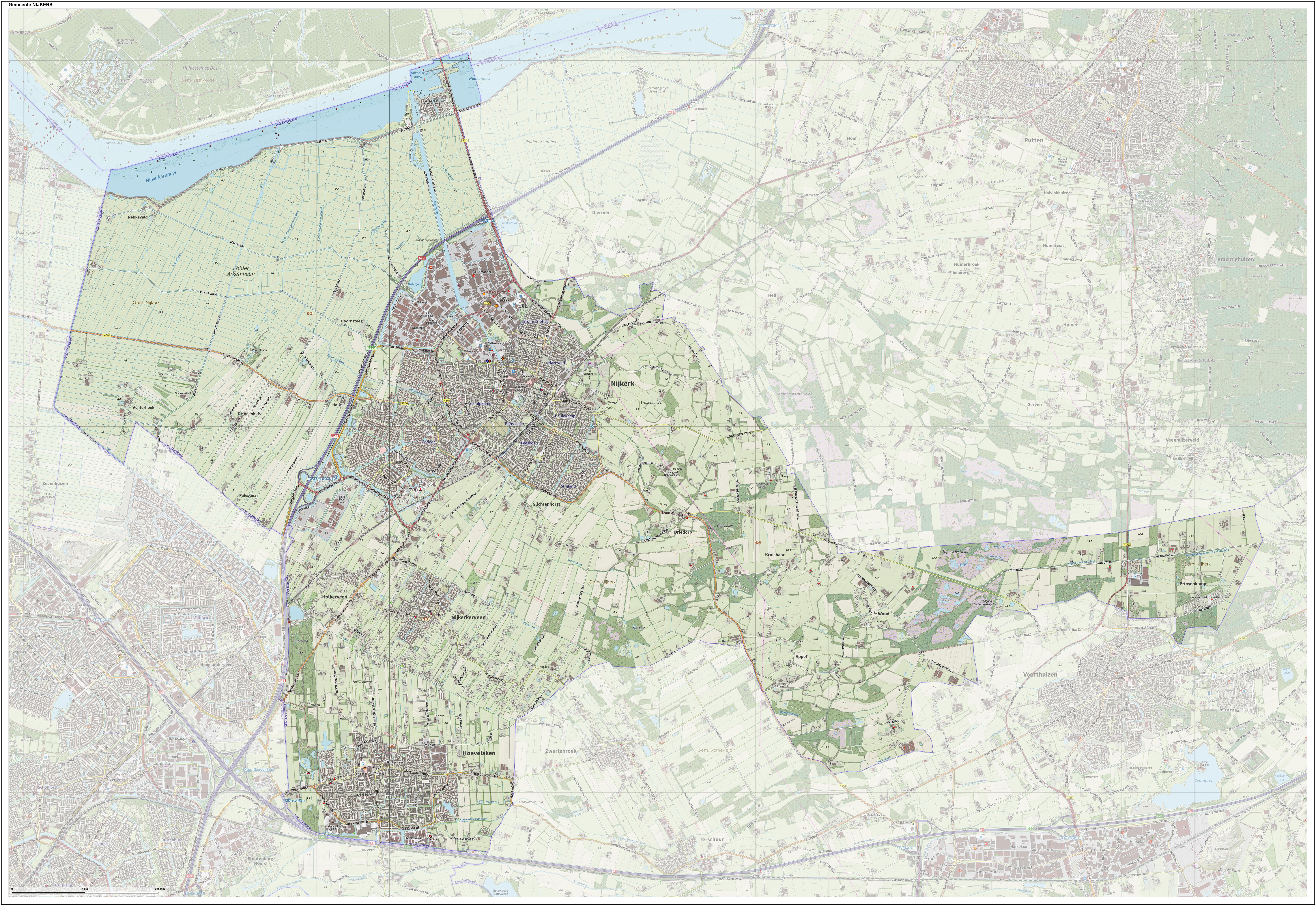
Голландська топографічна карта Нейкерка, червень 2015 р

Назва Nijkerk походить від Nieuwe Kerk (голландською Нова церква). Ця нова церква була побудована після того, як стара каплиця була знищена пожежею в 1221 році. Нейкерк був стратегічно розташований між Герцогством Ґульдерів (голландською: Hertogdom Gelre) і єпископством Утрехта. Через таке стратегічне розташування Нейкерк регулярно був ареною війн, і в 1412 році поселення було повністю зруйноване. Його відновили, і Нейкерк отримав права міста в 1413 році. У 1421 році церква, яка дала назву Нейкерку, згоріла та була замінена; це траплялося кілька разів, аж до нової церкви, Grote-of-Sint-Catharinakerk ; була побудована в 18 столітті. Вона стоїть і досі. Орган у цій церкві був встановлений у 1756 році Матійсом ван Девентером.
У 18 столітті Нейкерк був процвітаючим купецьким містом. Кілька жителів, наприклад Арент ван Керлер і Кіліан ван Ренсселер, подорожували до Нового Світу і заснували нові міста.
Після Другої світової війни Нейкерк швидко розвивався. Він розташований на березі штучної водойми Ейсселмер, що дозволяє транспортувати вантажі кораблями, і неподалік від двох основних автомагістралей, E30 (A1) і E232 (A28). Це дозволило місцевій промисловості розвиватися, а також спонукало багатьох людей, які працюють у сусідньому Рандстаді, переїхати до більш сільського та спокійного міста Нейкерк. Легкий доступ до гряди Велюве також є фактором, що сприяє цьому зростанню.

## Політика
У 2000 році муніципалітети Нейкерк і Гувелакен об'єдналися, утворивши новий муніципалітет Нейкерк. 24 серпня 2011 року муніципалітет оголосив, що Нейкерк перевищив позначку в 40 000 жителів. Відповідно до виборів 2014 року міська рада була розширена до 27 місць.
На березень 2020 р. місця  в раді були розподілені таким чином:
| Вечірка                  | Кількість місць |
| ------------------------ | --------------- |
| CDA                      | 8               |
| Християнський Союз і ПСР | 6               |
| ВВД                      | 4               |
| Прогресивні 21           | 5               |
| Місцева партія           | 4               |

Прогресивні 21 — це місцева партія, яка об'єднує місцеві відділення демократів 66, GroenLinks і Лейбористської партії. Останні дві партії є місцевими партіями, які не мають національних відповідників.

## Відомі мешканці

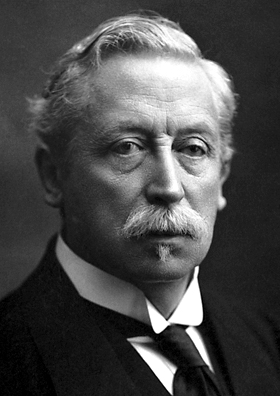
Крістіан Ейкман, 1929 рік

- Кіліан ван Ренсселер (1586 р. у Гасселті - бл. 1642 р.), купець і меценат Гудзонової долини
- Воутер ван Твіллер (1606 у Нейкерку – 1654) директор Нової Нідерландії 1632–1638.
- Арент ван Керлер (1619 у Нейкерку - 1667), засновник Скенектаді, Нью-Йорк
- Йоганн Фредерік Ейкман (1851, Нейкерк – 1915), хімік
- Джеймс Кваст (1852, Нейкерк - 1927), піаніст і педагог
- Крістіан Ейкман (1858, Нейкерк - 1930), лікар і професор фізіології, отримав Нобелівську премію з фізіології та медицини в 1929 році за відкриття вітамінів
- Якоб ван Домселаєр (1890, Нейкерк – 1960), композитор, учасник De Stijl з Пітом Мондріаном
- Бернардус Йоганнес Альфрінк (1900, Нейкерк - 1987), кардинал, римо-католицька архідієцезія Утрехта
- Генрі Ноуен (1932, Нейкерк - 1996), католицький священник, професор, письменник і теолог
- Кейс де Корт (народився 1934 р. у Нейкерку), художник, ілюструє біблійні сцени для дитячих книжок.
- Норберт Кляйн (нар. 1956), політик, нині живе в Гувелакені
- Леві ван Велю (народився в 1985 році в Гувелакені), сучасний художник, який використовує фотографії, відео та скульптури

### Спорт
- Брігіт ван дер Ланс (народилася в 1968 році в Хувелакені), колишня плавчиня на спині, брала участь у літніх Олімпійських іграх 1984 року.
- Брем ван Полен (нар. 1985, Нейкерк), футболіст, 385 матчів за PEC Zwolle
- Скотт Деру (народився в 1995 році в Нейкеркервені), мотогонщик
- Донні ван де Беек (нар. 1997, Нейкеркервен), професійний футболіст

## Місто-побратим
Нейкерк є побратимом
| - Скенектаді, Нью-Йорк, США |

## Клімат
| Клімат Нейкерка                            | Клімат Нейкерка | Клімат Нейкерка | Клімат Нейкерка | Клімат Нейкерка | Клімат Нейкерка | Клімат Нейкерка | Клімат Нейкерка | Клімат Нейкерка | Клімат Нейкерка | Клімат Нейкерка | Клімат Нейкерка | Клімат Нейкерка | Клімат Нейкерка |
| Показник                                   | Січ.            | Лют.            | Бер.            | Квіт.           | Трав.           | Черв.           | Лип.            | Серп.           | Вер.            | Жовт.           | Лист.           | Груд.           |                 |
| Абсолютний максимум, °C                    | 14,9            | 18,9            | 25,4            | 29,2            | 31,5            | 33,9            | 37,5            | 36,1            | 29,6            | 26,9            | 19,0            | 15,3            |                 |
| Середній максимум, °C                      | 5,5             | 6,0             | 9,5             | 13,5            | 18,0            | 20,0            | 22,5            | 22,5            | 19,0            | 14,5            | 9,5             | 6,0             |                 |
| Середній мінімум, °C                       | 0,0             | 0,0             | 2,0             | 4,0             | 8,0             | 10,5            | 13,0            | 12,5            | 10,0            | 7,0             | 3,5             | 1,0             |                 |
| Абсолютний мінімум, °C                     | −20,3           | −21,9           | −16,9           | −8,4            | −2,9            | −0,4            | 2,5             | 2,9             | −2,2            | −7,4            | −11,2           | −15,5           |                 |
| Середня кількість сонячних годин на місяць | 60              | 85              | 125             | 175             | 210             | 195             | 205             | 190             | 140             | 110             | 60              | 50              |                 |
| Норма опадів, мм                           | 75              | 55              | 75              | 45              | 65              | 70              | 80              | 80              | 75              | 80              | 85              | 85              |                 |
| ------------------------------------------ | --------------- | --------------- | --------------- | --------------- | --------------- | --------------- | --------------- | --------------- | --------------- | --------------- | --------------- | --------------- | --------------- |
| Джерело:                                   |                 |                 |                 |                 |                 |                 |                 |                 |                 |                 |                 |                 |                 |

## Галерея

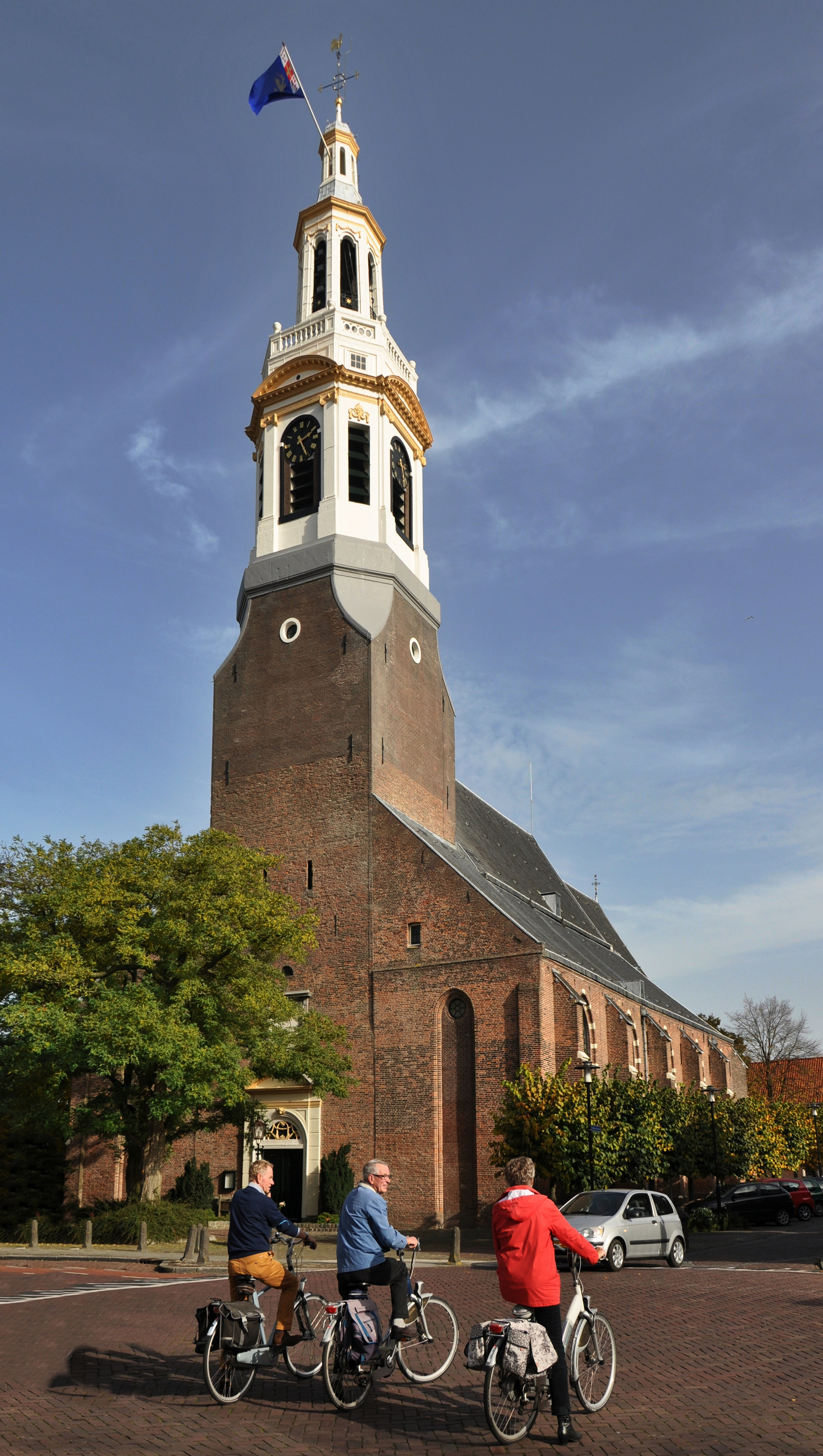
Церква
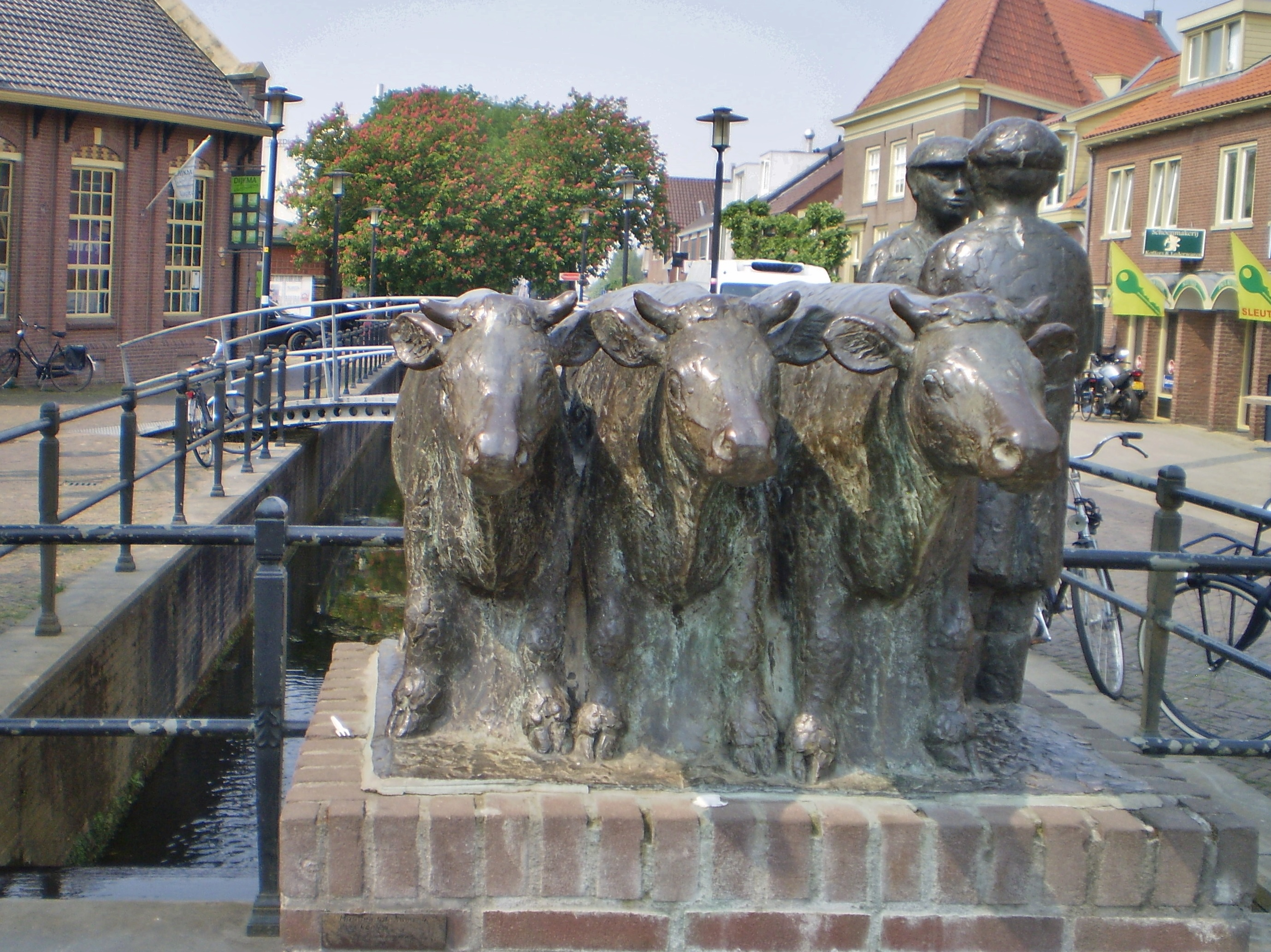
Скульптура фермерів з коровами
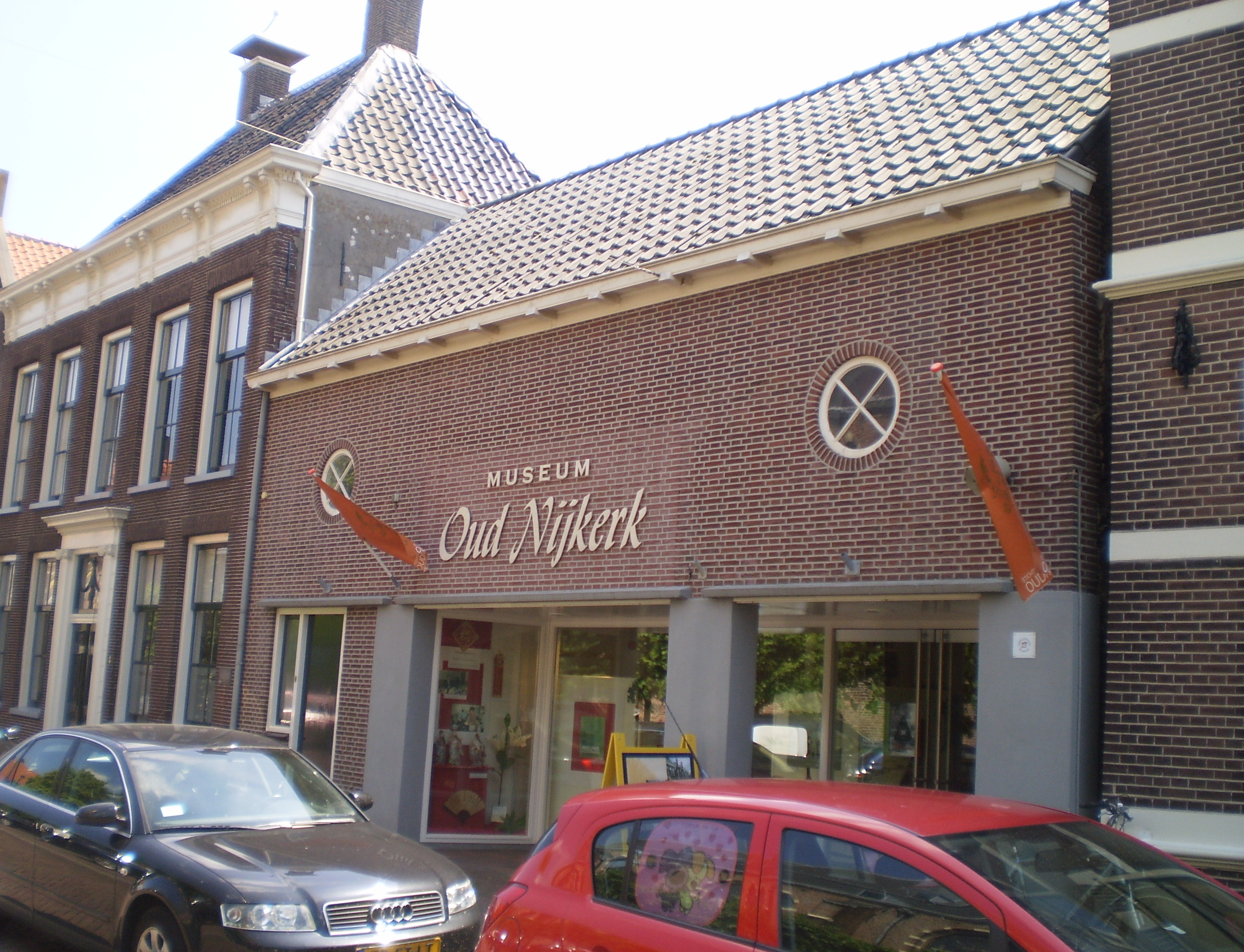
Краєзнавчий музей
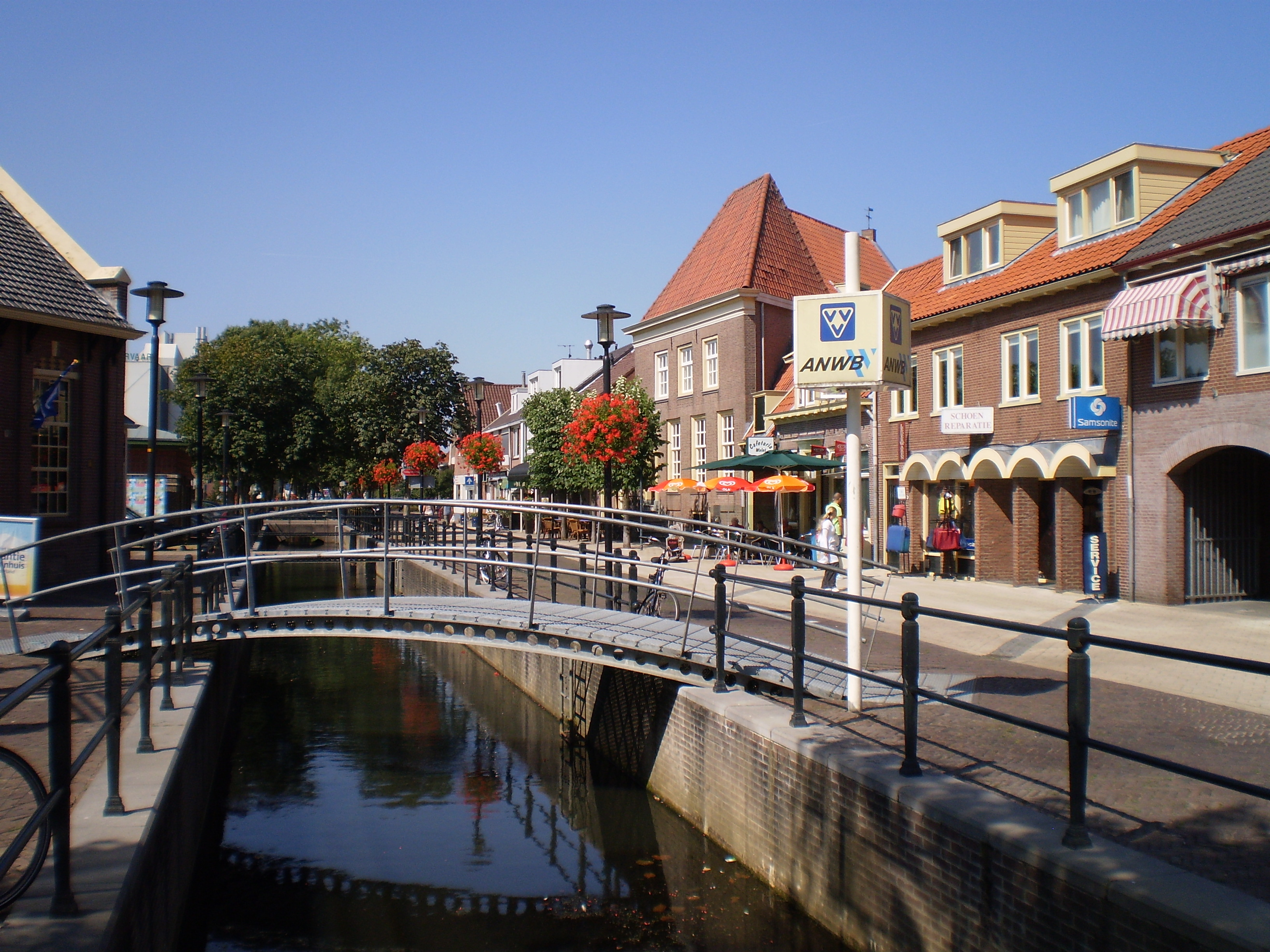
Канал в Нейкерку
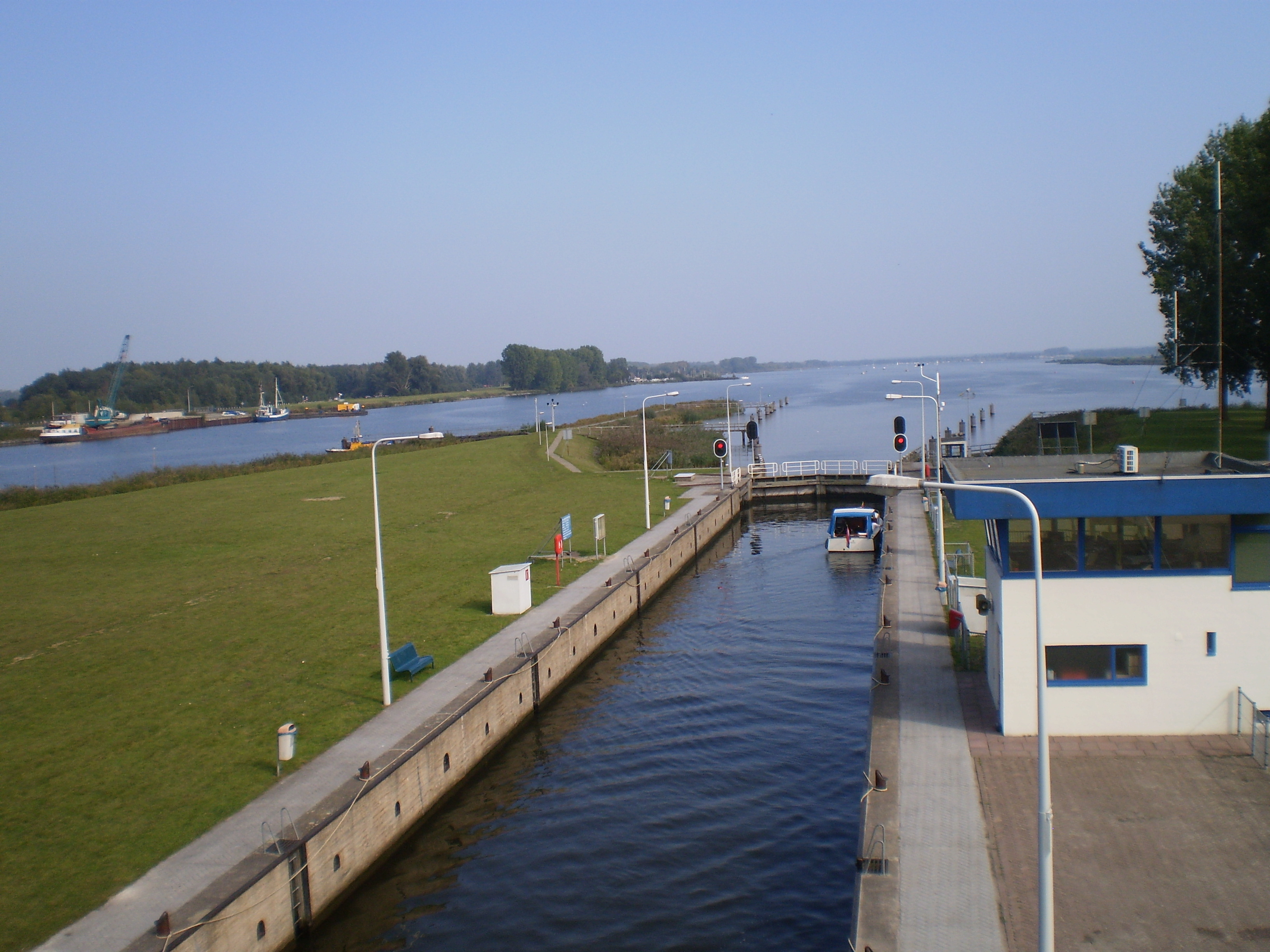
Шлюз

## Зовнішні посилання
- Вікісховище має мультимедійні дані за темою: Нейкерк
- Офіційний сайт (нід.)